# Konstantin von Zepelin (General, 1771)
Konstantin Gottlieb Leberecht von Zepelin (* 11. April 1771 in Güstrow; † 25. Dezember 1848 in Stettin) war ein preußischer General der Infanterie.

## Leben

### Herkunft
Seine Eltern waren der kurhannoversche Major Melchior Johann Christoph von Zepelin (1727–1782) und dessen Ehefrau Friederike Charlotte von Walsleben aus dem Haus Lüsewitz (1737–1802). Auch einige seiner Brüder erhielten bedeutende Positionen:
- Johann Hartwig Detlev (1769–1841), dänischer Generalmajor, Kommandeur der Leibgarde
- Johann Karl (1766–1801), württembergischer Diplomat und Staatsminister
- Ferdinand Ludwig (1772–1829), württembergischer außerordentlicher Gesandter

### Militärkarriere
Zepelin wurde am 17. Februar 1787 als Gefreitenkorporal im Infanterieregiment „von Scholten“ der Preußischen Armee angestellt. Im Februar 1790 zum Fähnrich ernannt, war er bei Beginn des Vierten Koalitionskrieges Stabskapitän und Regimentsadjutant. 1807 wurde er als Kolonnenführer (Generalstabsoffizier) zum russischen General von Kaminski kommandiert. Zepelin nahm an den Kämpfen bei Preußisch Eylau, Heilsberg, Jonkendorf und Weichselmünde teil. Für seine Leistungen erhielt er am 5. Juli 1807 den Orden Pour le Mérite und wurde kurz darauf Kapitän. Bei Neubildung der Armee nach dem Frieden wurde er als Major und Bataillonskommandeur in das Leibregiment versetzt. Am 28. April 1809 verließ das Husarenregiment unter Ferdinand von Schill Berlin, um gegen die Franzosen zu kämpften. Als der Gouverneur der Residenz General L’Estocq davon erfuhr, schickte er Zepelin, um ihn zurückzuholen. Schill ließ sich aber nicht aufhalten. Im Jahr 1812 kämpfte er mit dem Leibregiment in Kurland.
Mit dem Beginn der Befreiungskriege wurde er am 26. März 1813 mit der Führung des Leib-Grenadier-Regiments beauftragt. So kämpfte er an der Spitze des Regiments am 19. Mai 1813 im Gefecht vom Königswartha-Weißig, am 3. Oktober 1813 wurde er im Gefecht bei Wartenberg verwundet. Er war auch zeitweilig Führer der Brigade Horn. Während des Feldzuges von 1815 war er Oberst und Brigadekommandeur des III. Armeekorps unter General von Thielmann. In der Schlacht bei Ligny am 16. Juni stand er bei Sombreffe auf dem äußersten linken Flügel. Er räumte seine Stellung erst, als sich die Preußen zurückzogen. Zepelin deckte des Rückzug bis Wavre. Am 18. Juni konnte er verhindern, dass Marschall Grouchy die Dyle überschreiten konnte, und so für die Schlacht bei Waterloo zu spät kam.
1813/14 hatte er beide Klassen des Eisernen Kreuzes erhalten. Am 14. Januar 1816 wurde Zepelin mit dem Eichenlaub zum Pour le Mérite ausgezeichnet. Nach Friedensschluss organisierte er zunächst die Erfurter Landwehrbrigade und war dann Kommandeur der 16. Infanterie-Brigade. 1818 wurde Zepelin Generalmajor und als solcher am 22. Februar 1820 Kommandeur der 7. Landwehr-Brigade. Am 18. Juni 1825 folgte seine Ernennung zum Kommandeur der 5. Division. Ab 20. Oktober 1825 war er zusätzlich in Vertretung auch Kommandant von Stettin. Während des Novemberaufstands in Polen befehligte er einen Abschnitt der Grenze, wo viele Aufständische nach der Niederlage das Land verließen und ihre Waffen abgaben. Im März 1831 wurde er Generalleutnant und am 18. Januar 1834 in Anerkennung seiner langjährigen Verdienste mit dem Roten Adlerorden I. Klasse mit Eichenlaub ausgezeichnet. Am 17. März 1835 entband man Zepelin – unter Belassung als Kommandant von Stettin – von dem Kommando als Kommandeur der 5. Division. Zepelin wurde am 24. Februar 1842 unter Verleihung des Charakters als General der Infanterie aus gesundheitlichen Gründen der Abschied gewährt.
Seinen Lebensabend verbrachte Zepelin hauptsächlich in Stettin.

### Familie
Zepelin heiratete am 22. Oktober 1804 in Warschau Johanna Friederike Auguste, geborene von Burghoff, geschieden von Lepel (1783–1834). Das Paar hatte folgende Kinder:
- Friedrich Ernst Gottlieb (1805–1866), preußischer Major a. D.

⚭ 6. Juli 1840 Marie Jenny Kallenbach (1815–1852)
⚭ 2. Mai 1855 Emilie Jonas (verwitwete Hoffmann) (1815–1889)
- Marie Friederike Karoline Konstanze (1807–1878) ⚭ 1. März 1831 Christian Friedrich Georg Hans von Bülow (1802–1873) aus dem Hause Rieth, preußischer Regierungsrat
- Hermann (1808–1809)